# Fußi will streiten
Fußi will streiten war eine österreichische Talkshow, die von Rudolf Fußi moderiert wurde. Die Erstausstrahlung fand am 22. Mai 2017 auf dem Privatsender Puls 4 statt. Sie ging aus einer Interviewreihe der Zeitschrift NEWS hervor.

## Format
Der Moderator Rudolf Fußi will Politikern eine Plattform bieten und dann mit Argumenten dagegenhalten. Mit dem Stilmittel der Lockerheit und Stammtischsprache soll der Gesprächspartner provoziert werden, um ein offeneres Gespräch zu ermöglichen.

## Rezeption
Die Kleine Zeitung bezeichnete die Sendung als „derzeit wohl schrägste Politik-Sendung Österreichs“.